# François Vernay
Pour les articles homonymes, voir Vernay.

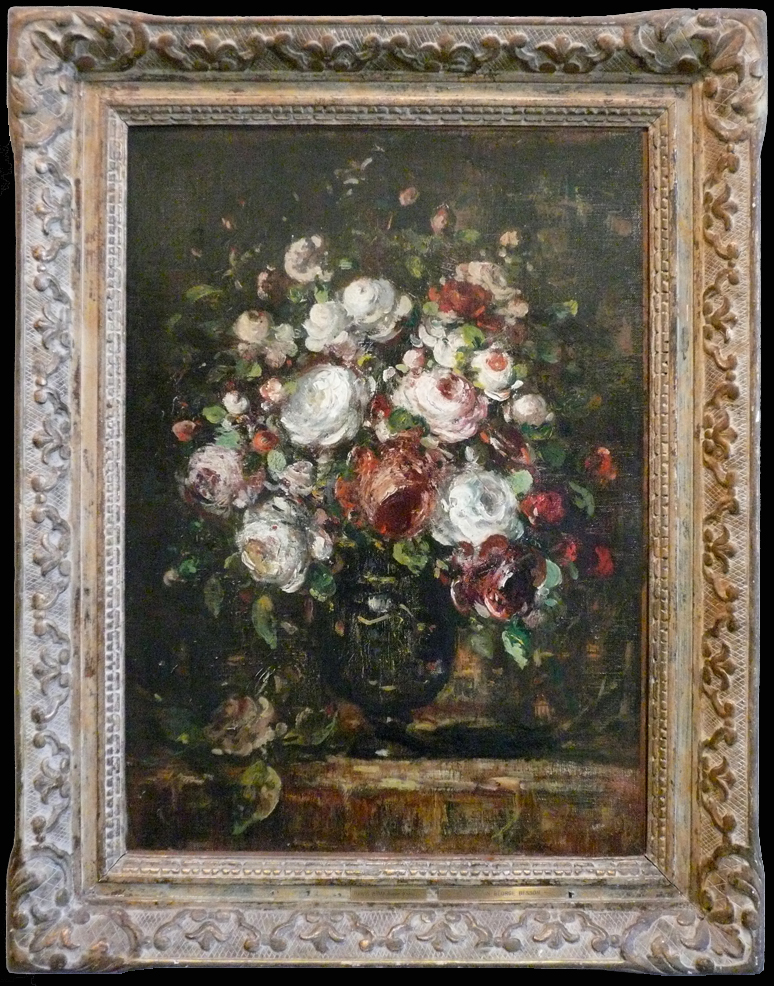
Bouquet, Bagnols-sur-Cèze, musée Albert-André.

François Vernay, pseudonyme de Francis Miel, né le 1er novembre 1821 à Lyon, et mort dans la même ville le 7 septembre 1896 , est un peintre français.

## Biographie
Son activité commence au sortir de la classe de fleurs à l’École des beaux-arts de Lyon en 1844. Vernay devient dessinandier de décors floraux pour l’industrie de la soie à Lyon. C’est sans doute sa rencontre avec François-Auguste Ravier en 1850 qui l’a profondément orienté sur la manière de son art. Il va rapidement commencer à alterner la peinture de fleurs et la peinture de paysage. Il abandonne sa palette sombre et la couleur fait son apparition dans sa peinture. À partir de 1865, il se tourne vers la nature morte à base de fleurs et de fruits.
Ses dessins préfigurent les hardiesses à venir de l’expressionnisme et du fauvisme.[réf. nécessaire]
Solitaire et méconnu François Vernay vécut pauvrement. Après une chute dans son atelier, il se casse le fémur et meurt à l'Hôtel-Dieu de Lyon.
Une rue du 5e arrondissement de Lyon porte son nom.

## Œuvres
- Nature-morte, huile sur bois. Coll. musée de Grenoble (inv. MG 1918)
- Fleurs, Musée Léon-Alègre, Bagnols-sur-Cèze[3]